# 双愛会
双愛会（そうあいかい）は、千葉県市原市に本部を置く指定暴力団。構成員は2023年末の時点で約90人。千葉県ならびに横浜市を地盤とし、その勢力範囲は関東地方一円に及ぶ（警察が把握している限りでは、関東2県であることに留意する）。

## 来歴
笹田照一の舎弟であった高橋寅松が1952年（昭和27年）から1954年（昭和29年）の間までに発足させた。
1972年には稲川会、國粹会、東亜会、交和会、義人党、住吉会、松葉会、二率会とともに博徒系暴力団の親睦団体・関東二十日会を結成。
1992年に暴力団対策法に基づく指定暴力団となった。同年末に副会長であった高村明が五代目を襲名。
2007年をもって高村五代目会長が引退。理事長・森武男が死去していたため、総本部長・塩島正則が六代目会長に就任した。その際、それまで双愛会会長と各一家総長との間に盃関係はなかったが、塩島会長と各一家総長との間に親子盃が結ばれた。

## 歴代総長
- 初代 - 高橋寅松
- 二代目 - 畔田丈夫
- 三代目 - 高橋二郎
- 四代目 - 石井義雄
- 五代目 - 高村明（本名：申明雨[7]）
- 六代目 - 塩島正則
- 七代目 ‐ 椎塚宣

## 最高幹部
- 会長 - 椎塚 宜
- 理事長 - 荻野 典昭（谷戸一家総長）
- 幹事長 -吉井勝明（畔田吉清一家総長）
- 総本部長 - 小高 政司（上金一家総長）
- 組織委員長 - 吉井孝一
- 慶弔委員長 - 木下英吾
- 総本部事務局長 - 海老澤 敏己
- 運営委員長 - 吉村 正
- 審議委員長 - 桶口 和幸
- 渉外委員長 - 川島 吉考
- 諮問委員長 - 中松 毅
- 風紀委員長 - 田山 正幸
- 執行部 - 中村 賢司
- 執行部 - 溝口 広
- 執行部 - 露崎 要
- 執行部 - 大野 晋
- 執行部 - 林 和義
- 執行部 - 志村 拓郎